# West Ham United Football Club 2020-2021
Questa voce raccoglie le informazioni riguardanti il West Ham United Football Club nelle competizioni ufficiali della stagione 2020-2021.

## Maglie e sponsor
| Casa | Trasferta | Terza maglia |

Sponsor ufficiale: Betway
Fornitore tecnico: Umbro

## Rosa
Aggiornata all'1º febbraio 2021.
| N. |                        | Ruolo | Calciatore            |
| -- | ---------------------- | ----- | --------------------- |
| 1  | Polonia (bandiera)     | P     | Łukasz Fabiański      |
| 3  | Inghilterra (bandiera) | D     | Aaron Cresswell       |
| 4  | Paraguay (bandiera)    | D     | Fabián Balbuena       |
| 5  | Rep. Ceca (bandiera)   | D     | Vladimír Coufal       |
| 7  | Ucraina (bandiera)     | C     | Andrij Jarmolenko     |
| 9  | Algeria (bandiera)     | A     | Saïd Benrahma         |
| 10 | Argentina (bandiera)   | C     | Manuel Lanzini        |
| 11 | Inghilterra (bandiera) | C     | Jesse Lingard         |
| 14 | Danimarca (bandiera)   | D     | Frederik Alves Ibsen  |
| 15 | Inghilterra (bandiera) | D     | Craig Dawson          |
| 16 | Inghilterra (bandiera) | C     | Mark Noble (capitano) |
| 18 | Spagna (bandiera)      | C     | Pablo Fornals         |
| 20 | Inghilterra (bandiera) | A     | Jarrod Bowen          |
| 21 | Italia (bandiera)      | D     | Angelo Ogbonna        |

| N. |                        | Ruolo | Calciatore       |
| -- | ---------------------- | ----- | ---------------- |
| 23 | Francia (bandiera)     | D     | Issa Diop        |
| 24 | Inghilterra (bandiera) | D     | Ryan Fredericks  |
| 25 | Inghilterra (bandiera) | P     | David Martin     |
| 26 | Francia (bandiera)     | D     | Arthur Masuaku   |
| 28 | Rep. Ceca (bandiera)   | C     | Tomáš Souček     |
| 30 | Inghilterra (bandiera) | A     | Michail Antonio  |
| 31 | Inghilterra (bandiera) | D     | Ben Johnson      |
| 34 | Inghilterra (bandiera) | P     | Nathan Trott     |
| 35 | Irlanda (bandiera)     | P     | Darren Randolph  |
| 41 | Inghilterra (bandiera) | C     | Declan Rice      |
| 42 | Inghilterra (bandiera) | D     | Aji Alese        |
| 50 | Scozia (bandiera)      | D     | Harrison Ashby   |
| 54 | Irlanda (bandiera)     | C     | Conor Coventry   |
| 56 | Inghilterra (bandiera) | C     | Emmanuel Longelo |